# Емілі Роджерс
Емілі Роджерс (англ. Emily Rogers, 25 березня 1998) — австралійська синхронна плавчиня. Учасниця літніх Олімпійських ігор 2016, де в групових вправах її збірна посіла 8-ме місце